# 赫尔曼·比利亚
赫尔曼·比利亚（西班牙語：Germán Villa，1973年4月2日—），墨西哥男子足球运动员，司职中场。他曾代表墨西哥参加1995年泛美运动会足球比赛，获得一枚银牌。他也曾参加1996年夏季奥林匹克运动会。